# Lagoana quadripunctata
Lagoana quadripunctata är en insektsart som beskrevs av Synave 1957. Lagoana quadripunctata ingår i släktet Lagoana och familjen Dictyopharidae. Inga underarter finns listade i Catalogue of Life.